# Dromedari
El dromedari o camell comú (Camelus dromedarius) és un gran ungulat nadiu del nord d'Àfrica i de l'oest d'Àsia i el més conegut dels camèlids.

## Hàbitat
Els camells comuns són originaris de zones àrides des del Pròxim Orient, nord de l'Índia i les parts més seques d'Àfrica principalment el desert del Sàhara. Van ser introduïts a Etiòpia i més tard a l'Austràlia central, en aquest darrer lloc s'ha assilvestrat. Als Estats Units també n'hi havia d'assilvestrats fins a l'any 1905. Actualment i des de fa uns 2.000 anys, no hi ha dromedaris en estat pròpiament salvatge. La seva domesticació data d'uns 4.000 anys enrere (3.100 anys al nord de l'Àfrica) i la primera evidència sobre això s'ha trobat arqueològicament a Abu Dhabi Es creu que el focus original de dispersió de l'espècie és del sud d'Àsia a la península d'Aràbia. Són sensibles al fred i la humitat per la qual cosa les introduccions fora de climes càlids i secs han fracassat.

## Descripció
Els adults viuen de 40 a 50 anys (en captivitat) i pesen de 300 a 690 kg. El color dels dromedaris acostuma a ser marró-caramel o marró-sorrenc però poden variar de quasi negre a quasi blancs. També hi ha dromedaris de pelatge fosc tacat de blanc. Els dromedaris tenen un coll llarg i corbat un pit estret i profund i, sobretot, un únic gep. El gep té greix i teixits fibrosos i actua com a reserva. La mida del gep varia segons la salut i l'estat nutritiu de l'animal. Els llavis del dromedari estan adaptats a alimentar-se de vegetals durs i espinosos. Els peus tenen forma de coixí i estan adaptats per caminar sobre l'arena però es poden ferir sobre pedres punxagudes. Els mascles pesen un 10% més que les femelles i són uns 10 cm més alts. L'alçada dels adults és d'1,8 a 2 m. Tenen una doble filera de parpelles que protegeix els seus ulls de la sorra i la pols i, com els camells bactrians, poden tancar els narius en cas de necessitat.
Per conservar l'aigua el dromedari pot deixar fluctuar la temperatura del seu cos durant el dia des de 34 °C a 42 °C sense necessitat de suar. Mentre que altres mamífers el màxim de pèrdua d'aigua que poden tolerar està en el 15% el dromedari pot arribar al 30%. A més els dromedaris es poden rehidratar ràpidament i també com els camells bactrians, poden beure 100 litres d'aigua en tan sols 10 minuts, cosa que seria mortal per a altres animals.

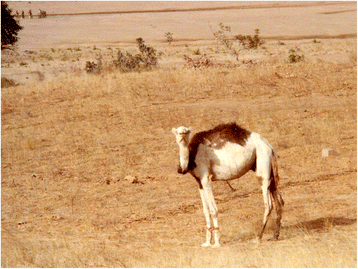
Dromedari de pelatge tacat.

### Colors de pelatge
Hi ha una obra que estudia els pelatges dels dromedaris de la península aràbiga.
Entre els tuaregs són preuats els dromedaris ("mehari","mehara") de pelatge blanc.
Els pelatges tacats o clapats (foscos amb taques blanques) són relativament freqüents. Aparentment no hi ha estudis especialitzats sobre aquests mantells.

## Reproducció

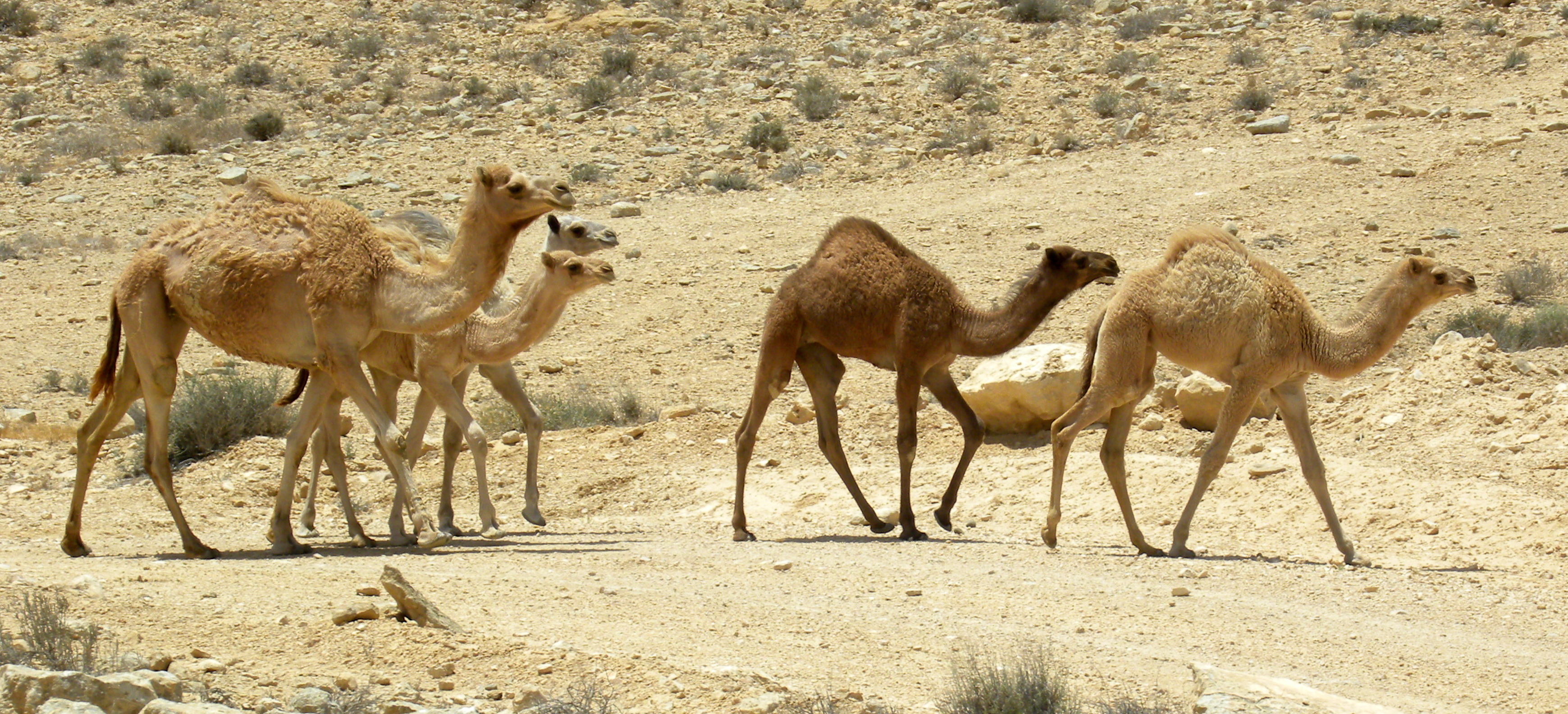
Grup de camells comuns al Nègueb

Les femelles de dromedari arriben a la maduresa sexual al voltant dels 3 anys mentre que els mascles ho fan als 6 anys. L'acoblament ocorre a l'hivern durant les escasses pluges del desert, la gestació transcorre durant 15 mesos i les cries neixen amb un pes d'uns 37 kg. Encara que ja caminen el dia que han nascut, les cries no són independents fins passats de 12 a 24 mesos.

## Alimentació
Són hervíbors remugants, primordialment mengen plantes amb espines, herbes seques i arbusts halòfits però poden menjar qualsevol cosa que creixi en el desert. Els dromedaris necessiten de 6 a 8 vegades més sal que altres animals per tal d'absorbir i emmagatzemar aigua, per tant un terç de la seva ingestió de plantes ha d'estar composta per plantes halòfites. Els dromedaris mengen vegetació que creix fins a una alçada de 3,5 m.

## Desplaçament
Una de les marxes naturals dels camells és el pas d'ambladura. Els camells poden galopar a uns 25 km/h.

## Races o tipus

### Classificació general
Segons un llibre publicat l'any 1981 els dromedaris africans constitueixen el 72% de tots els dromedaris del món.
En xifres absolutes i segons l'Organització de les Nacions Unides per a l'Agricultura i l'Alimentació (FAO), l'any 1979 hi havia uns 17 milions de camells a Àfrica i 4,9 milions a Àsia. En nombres rodons, 16 milions eren dromedaris i la resta, gairebé 2 milions camells de dos geps.

### Classificació per tipus
Pel que fa a les races és possible i útil analitzar les classificacions proposades per diversos autors. Classificacions basades en tipus més que en races veritables.
- Leese (1927)[12] va proposar una classificació en 4 tipus de dromedaris: 
  - dromedaris de regions muntanyoses
  - dromedaris de regions intermèdies
  - dromedaris de les planes en zones de rius
  - dromedaris dels deserts
- IAO (Istituto agronomico per oltremare) es basava en una altra classificació:
  - dromedaris braquiomorfs, grans i pesants (com els de les caravanes d'Egipte)
  - dromedaris mesomorfs, més lleugers que els anteriors (serien els dromedaris de càrrega de Libia)
  - dromedaris dolicomorfs, els més lleugers de tots (que correspondrien als dromedaris mehara de l'interior del Sahara).
- Cole (1975) parlant dels dromedaris àrabs (murrah)[13] indicava tres tipus:
  - els dromedaris de càrrega
  - els dromedaris de llet
  - els dromedaris per a muntar

## Importància econòmica

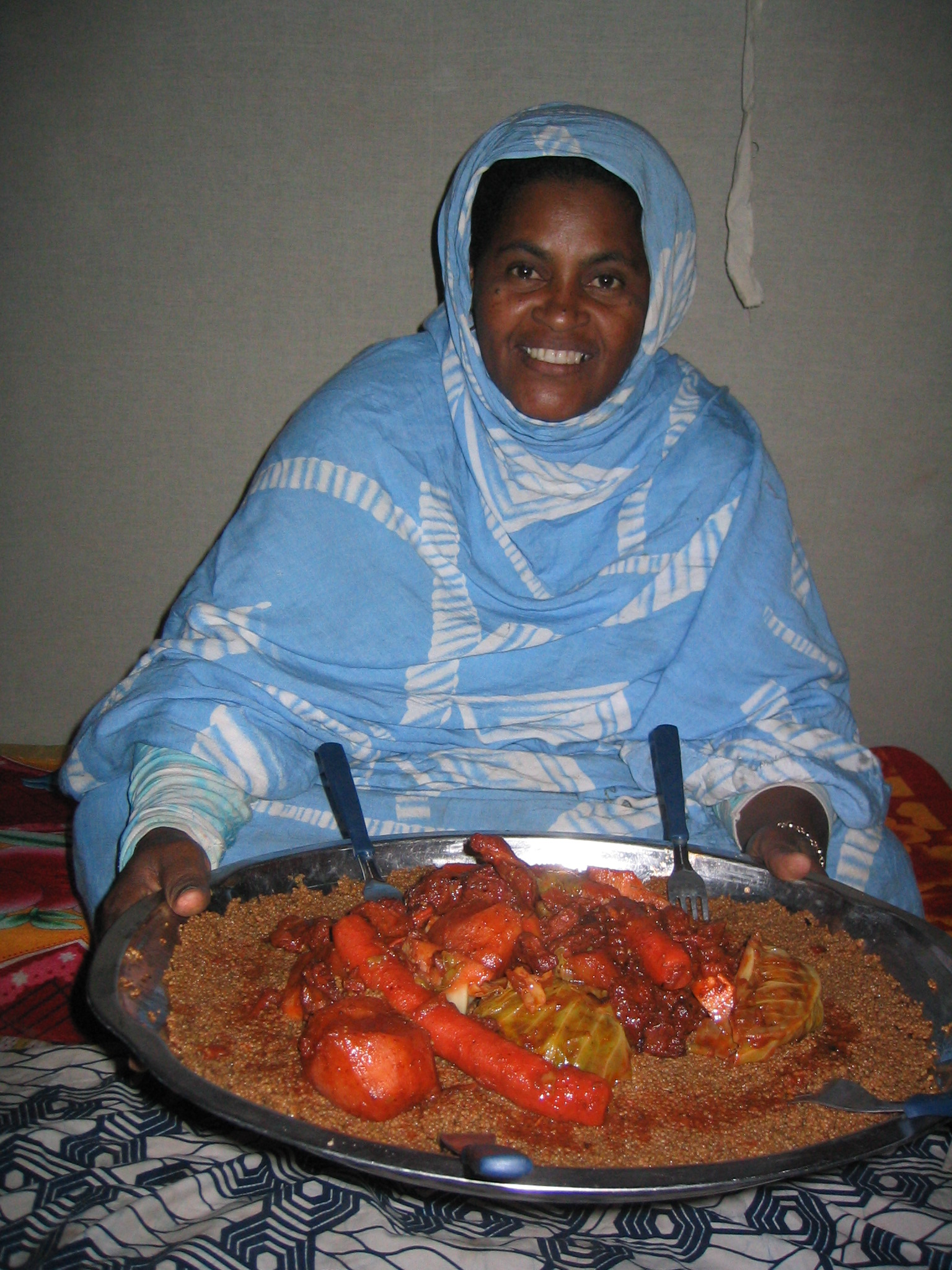
Cuscús maurità fet amb carn de dromedari

Des de la seva domesticació han estat animals de càrrega (també s'han fet servir per a la guerra) i han donat carn, llet, llana, cuir i combustible (del fem sec).

## Gastronomia

### Llet

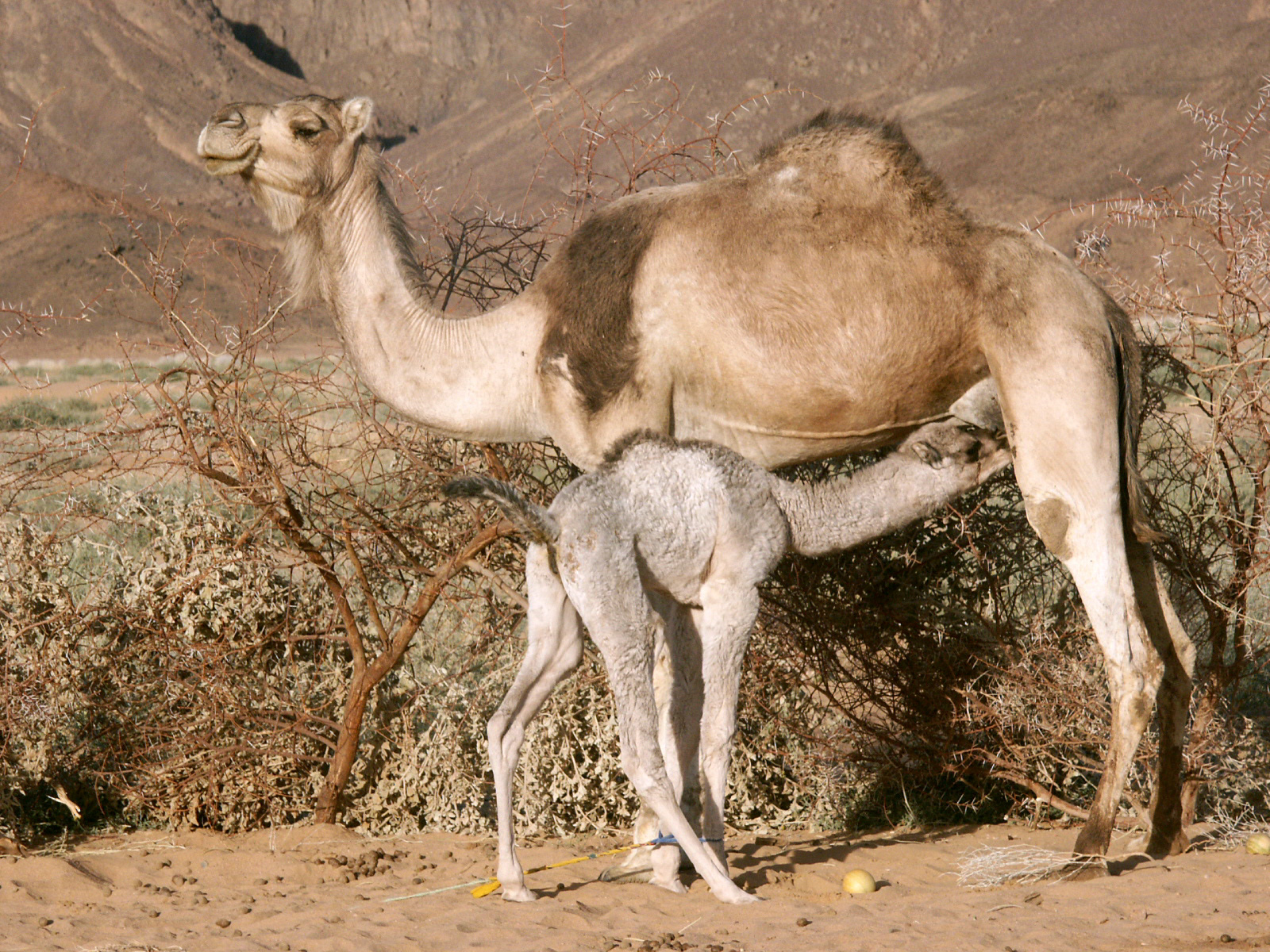
Vedell de camell alimentant-se de la llet de la seva mare

La llet de camella és un aliment bàsic de les tribus nòmades del desert i és considerada un aliment complet, rica en vitamines, minerals, proteïnes i immunoglobulines. És més baixa en greix i colesterol que la llet de vaca. A més de tenir moltes propietats saludables, s'utilitza com a medicament per a combatre malalties infeccioses i tuberculosi.

### Carn
La carn de camell s'ha menjat des de fa segles. Una canal de camell pot proporcionar una quantitat substancial de carn. El cadàver dromedari mascle pot arribar a pesar 400 kg o més, mentre que el cadàver d'un mascle de camell bactrià pot arribar a pesar fins a 650 kg. El cadàver d'un camell femella (o camella) pesa menys que el masculí, d'entre 250 i 350 kg.

## Aspectes culturals
Com a animals de càrrega i transport que són, els camells tenen un paper important en la cultura. En el món musulmà se'ls valora molt, cosa que es reflecteix en les llegendes. Per exemple, mentre que els humans coneixen 99 noms d'Al·là, només el camell coneix el número 100, motiu pel qual sovint somriu de manera insolent. Els camells començaren a aparèixer en les arts visuals del món occidental a l'alta edat mitjana, principalment a causa de les seves mencions a la Bíblia.

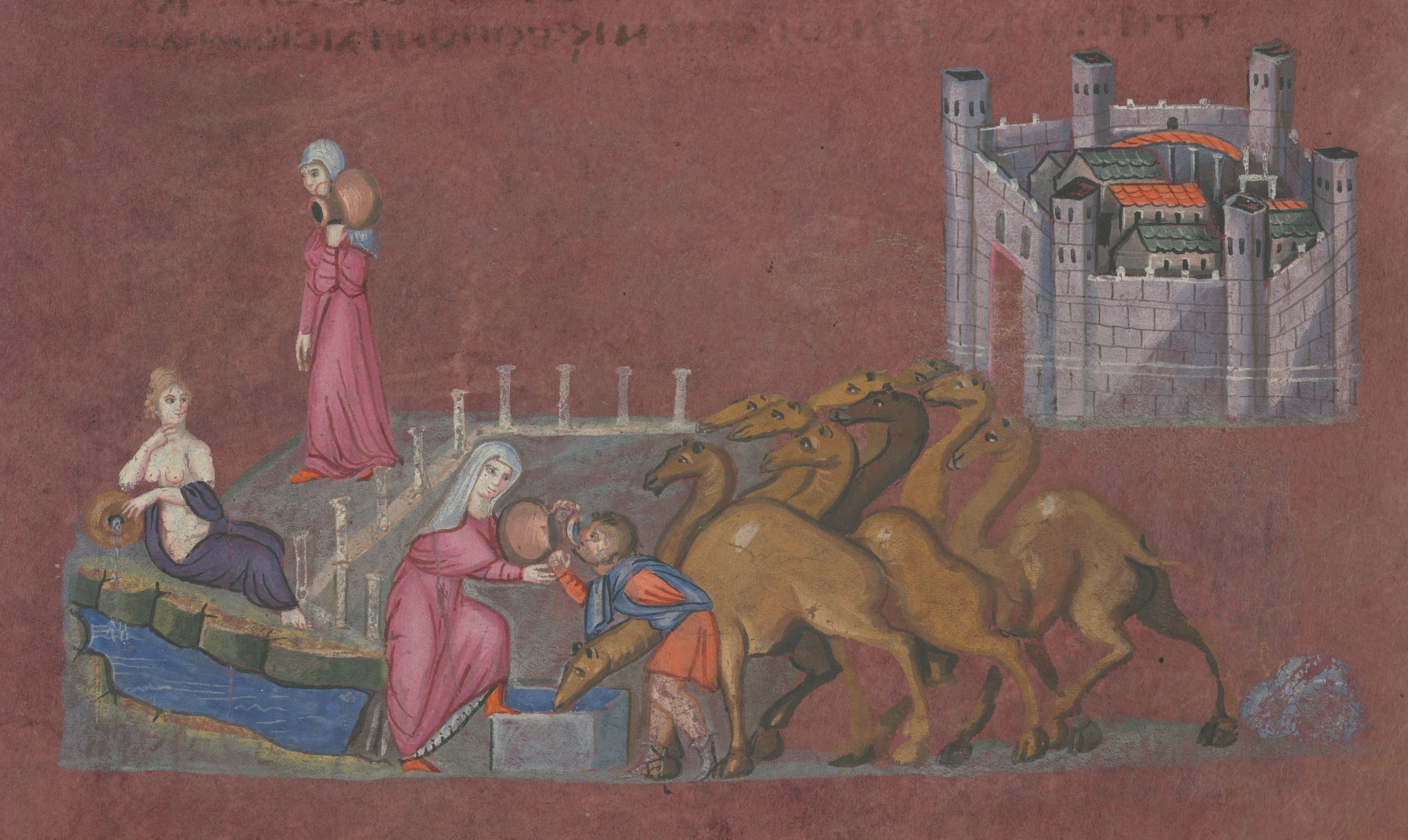
Escena del Gènesi de Viena: Rebeca troba Elièzer i posa aigua per als camells.

Per exemple, el personatge bíblic de Rebeca sovint és presentada amb camells al voltant. L'Antic Testament (Gènesi, 24) explica com Rebeca fou elegida per convertir-se en l'esposa d'Isaac quan anà a buscar aigua a un pou on el servent d'Isaac estava abeurant els seus camells. Entre altres llocs, aquesta escena apareix en el Gènesi de Viena, manuscrit il·luminat del segle vi.
Un altre exemple bíblic conegut és l'exemple evangèlic del camell i el forat d'una agulla, en què Jesús diu als seus deixebles: «Us asseguro que un ric difícilment entrarà al regne del cel. Més encara: és més fàcil que un camell passi pel forat d'una agulla que no pas que un ric entri al regne de Déu». Tanmateix, hi ha alguns estudiosos que pensen que es tracta d'un error d'interpretació, ja la paraula grega kàmelos (‘camell’) s'havia confós fonèticament amb  kàmilos (‘corda’, ‘gúmena’) en grec tardà. Però aquesta opinió, si bé està fonamentada filològicament, no té gaire acceptació entre els experts; de fet els millors manuscrits del Nou Testament presenten la forma kàmelos. També hi ha una tradició, tardana, que diu que el forat de l'agulla era una portella petita en una porta de la muralla de Jerusalem, per on només podien entrar persones. En realitat el gust per la hipèrbole és molt oriental i no en falten exemples al text bíblic. Jesús es complaïa en les comparacions i exemplificacions extremes, com en Mt 23, 24, referint-se als fariseus: «Guies cecs, que coleu un mosquit i us empasseu un camell!»

### Usos militars
Els camells s'han utilitzat com a cavalleria com a mínim des del 853 aC, quan el rei àrab Gindibu feu servir fins a 1.000 camells en la batalla de Qarqar. Un exemple posterior fou la batalla de Timbrea, lliurada el 547 aC entre Cir el Gran de Pèrsia i Cressus de Lídia. Segons Xenofont, la cavalleria de Cir es trobava en inferioritat numèrica de sis a u. Després que un dels seus generals l'informés que els cavalls lidis tenien por dels camells, Cir desplegà els camells del seu tren d'equipatges com a formació militar ad hoc. Tot i que tècnicament no se'ls utilitzà com a cavalleria, aquests camells tingueren un paper crucial, car sembraren el pànic entre els cavalls lidis i canviaren el sentit de la batalla a favor de Cir.
Els camells, a vegades equipats amb armadura semblant a la de les catafractes de l'exèrcit romà tardà, continuaren sent utilitzats en campanyes militars durant l'edat mitjana, especialment a Aràbia i el nord d'Àfrica. Mahoma i els seus deixebles en feren un gran ús durant les seves conquestes inicials.
Avui en dia, la patrulla del desert de Jordània continua fent servir camells.
- Lawrence d'Aràbia, en el seu llibre Els set pilars de la saviesa, explica diverses accions militars protagonitzades per dromedaris. I descriu amb cert detalls els animals que va muntar personalment.[23][24]

### Curses de dromedaris
En diversos països del proper orient són populars les curses de camells. Abans els genets eren infants sense cap protecció. Actualment hi genets "drons" o "robots".

### Sopwith Camel
Aquest avió de combat rebé el nom (no oficial) de "camel" per la protuberància que formava la coberta parcial de les dues metralladores: una mena de gep.